# Orthocladius gelidorum
Orthocladius gelidorum är en tvåvingeart som först beskrevs av Jean-Jacques Kieffer 1923.  Orthocladius gelidorum ingår i släktet Orthocladius, och familjen fjädermyggor. Det är osäkert om arten förekommer i Sverige.